# 圣代西拉
圣代西拉（法語：Saint-Désirat，法語發音：[sɛ̃ deziʁa]）是法国阿尔代什省的一个市镇，属于罗讷河畔图尔农区。

## 地理
圣代西拉（45°15'22"N, 4°47'6"E）面积7.31 平方千米，位于法国奥弗涅-罗讷-阿尔卑斯大区阿尔代什省，该省份为法国东南部内陆省份，北起顺时针与卢瓦尔省、伊泽尔省、德龙省、沃克吕兹省、加尔省、洛泽尔省和上盧瓦爾省接壤。
与圣代西拉接壤的市镇（或旧市镇、城区）包括：昂当斯、博日、香槟、科隆比耶-勒卡尔迪纳勒、圣西尔、圣艾蒂安德瓦卢、昂当塞特。
圣代西拉的时区为UTC+01:00、UTC+02:00（夏令时）。

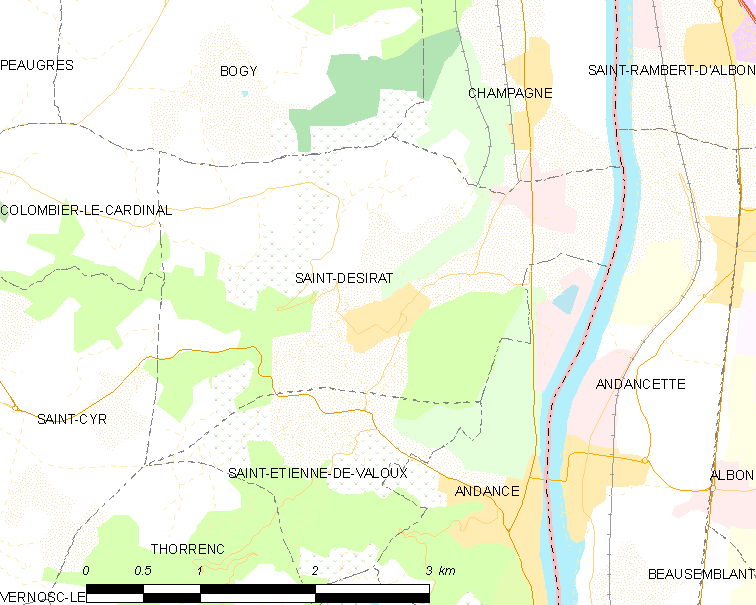
圣代西拉的OSM定位图

## 行政
圣代西拉的邮政编码为07340，INSEE市镇编码为07228。

## 政治
圣代西拉所属的省级选区为萨拉县。

## 人口

1962-2008年间圣代西拉人口变化图示

圣代西拉于2022年1月1日时的人口数量为876人。